# Faïence de Varages
La faïence de Varages est une production céramique apparue en 1695 dans le village de Varages, dans le département du Var.

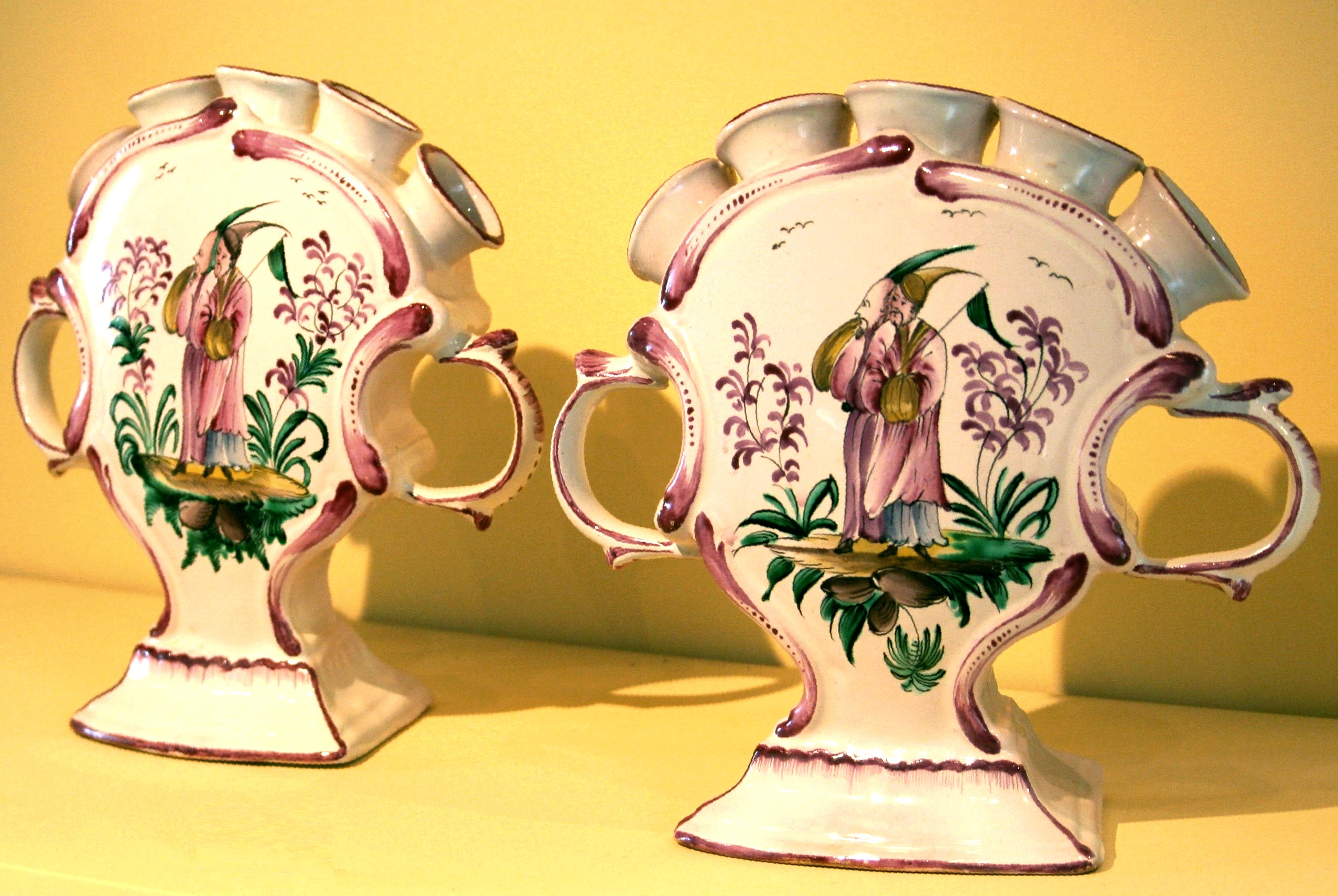
Paire de vases tulipiers de la fabrique Saint-Jean à Varages, décor petit feu polychrome, hauteur=17cm. longueur=15cm. Musée de la faïence de Marseille.

## Historique

### Les potiers
Bien que la production potière de la région de Varages remonte probablement à l'antiquité, la première trace d‘acte mentionnant la présence de potiers dans le village date de 1588.

En 1634, le commerce de poterie est attesté. Avec l'apparition de la technique faïencière au XVIe siècle et l'engouement des notables pour cette céramique blanche, toutes les poteries seront reconverties progressivement en faïenceries.

D'autres villages de la région, comme Salernes, s'essayeront au XVIIIe siècle à la production faïencière avant de se spécialiser dans la tomette.

### Origine de la faïence de Varages
Le mérite en revient à Maître Gaspard Fazende, marchand du lieu de Marseille. Ce papetier avait laissé à ses frères le soin de conduire les moulins et s’était établi à Marseille comme marchand. Il montait de Marseille vers Moustiers-Sainte-Marie des balles de chiffons, du plomb et de l’étain, nécessaires à l’industrie naissante des faïenciers Clérissy.

De Moustiers, il descendait le papier et les premières faïences. Il faisait escale à Varages qui se trouvait sur son chemin.

Le 8 mai 1676, il épouse une demoiselle Armand. En 1690, le jeune Étienne Armand, son neveu, entre en apprentissage à la faïencerie de Saint-Jean du Désert (quartier de Marseille) chez François Viry, faïencier.
En 1695, il est de retour à Varages. Il conclut un marché avec Gaspard Fazende : Étienne louera à Jeanne Florens, la veuve du potier André Ferrat, une partie de maison, four et boutique qu’elle possède quartier du Pont. L’acte est signé le 24 mars 1695.

La faïencerie est encore à mettre sur pied mais Fazende y pourvoira. Il financera l’outillage et les matières premières. Étienne de son côté s’engageant à lui céder toute sa production à un prix déterminé. En même temps il reconnaît n’être dans l’affaire que le prête-nom de son oncle.
Deux magnifiques plats datés et signés au dos "Fait par moi E Armand a Varages" nous sont parvenus de cette époque.

## Le musée des faïences de Varages
Installé dans l'ancienne demeure du général d'Empire Gassendi, le musée retrace la production faïencière de Varages depuis la fin du XVIIe siècle. Il offre aux visiteurs un espace de plus de 250 m2 sur trois niveaux, qui abrite une présentation des techniques de fabrication et une collection de plus de 1000 pièces.
Le rez-de-chaussée est consacré à la présentation des différentes techniques de fabrication, d’émaillage et de décoration, ainsi que de leurs mutations. Les deux étages supérieurs sont consacrés à l’exposition de la collection et montrent l’évolution décorative et artistique de Varages de 1695 à nos jours.